# Blücher (locomotive)
Pour les articles homonymes, voir Blücher.
La Blücher est la première d'une série de 4 ou 5 locomotives construites par George Stephenson dès 1814 pour les houillères de Killingworth (en) au nord de Newcastle.

## Histoire
Elle est nommée en référence au général prussien Gebhard Leberecht von Blücher, qui apporta une aide décisive à la Grande-Bretagne lors de la bataille de Waterloo.
C'est la première machine opérationnelle à utiliser le roulement de roues ferroviaires sur rails saillants (la norme de l'époque étant l'épaulement des voies et non des roues). Une chambre aménagée autour de la cheminée permettait le préchauffage de l'eau d'alimentation.
La locomotive a été essayée avec succès le 25 juillet 1814 et tira son premier train de charbon le 27 juillet 1814. Elle pouvait tirer un train de 30 tonnes de charbon à plus de 6 km/h sur une rampe de 1/450 (environ 0,02 %). Ces performances décevantes étaient dues à la conception de la chaudière à tube-foyer simple pour laquelle George Stephenson avait négligé la réinjection de la vapeur dans la cheminée.

## Caractéristiques
- longueur de la chaudière : 2.438 m
- diamètre de la chaudière : 0.864 m
- diamètre du tube-foyer : 0.508 m

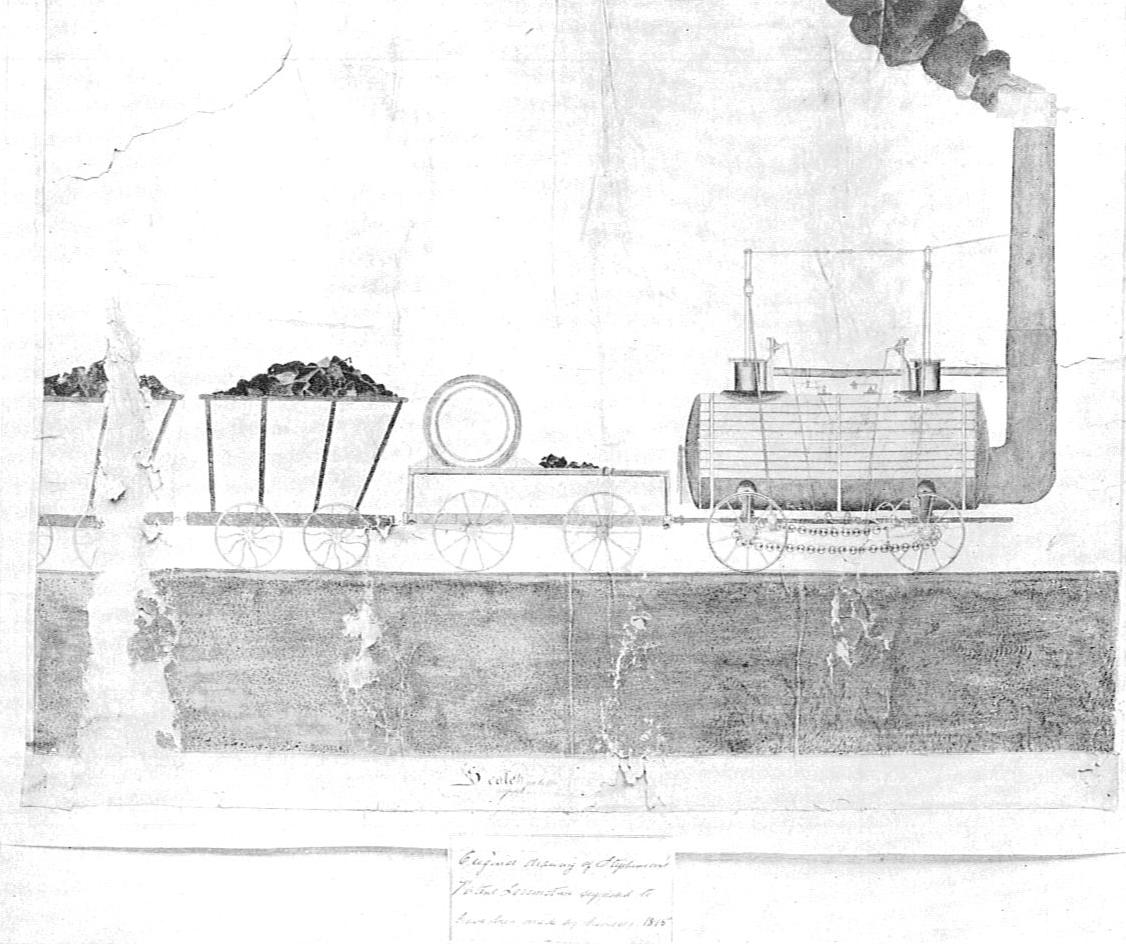
Locomotive de Killingworth de 1815.

Après une année d'exploitation la Blücher a dû faire l'objet d'améliorations. Deux locomotives étaient en exploitation fin 1814. Deux locomotives supplémentaires ont été construites en 1815 avec entraînement direct sur les roues par maneton. Si la Blücher d'origine avait des roues couplées par engrenage, ces modèles essayaient avec succès le couplage des roues par chaîne sans fin. Il faudra attendre la fin des années 1820 pour voir apparaître les bielles d'accouplement représentées sur l'illustration.
Une carte des houillères non datée montre une représentation artistique d'une locomotive similaire mais avec 6 roues.